# 74式戦車に関連する作品の一覧

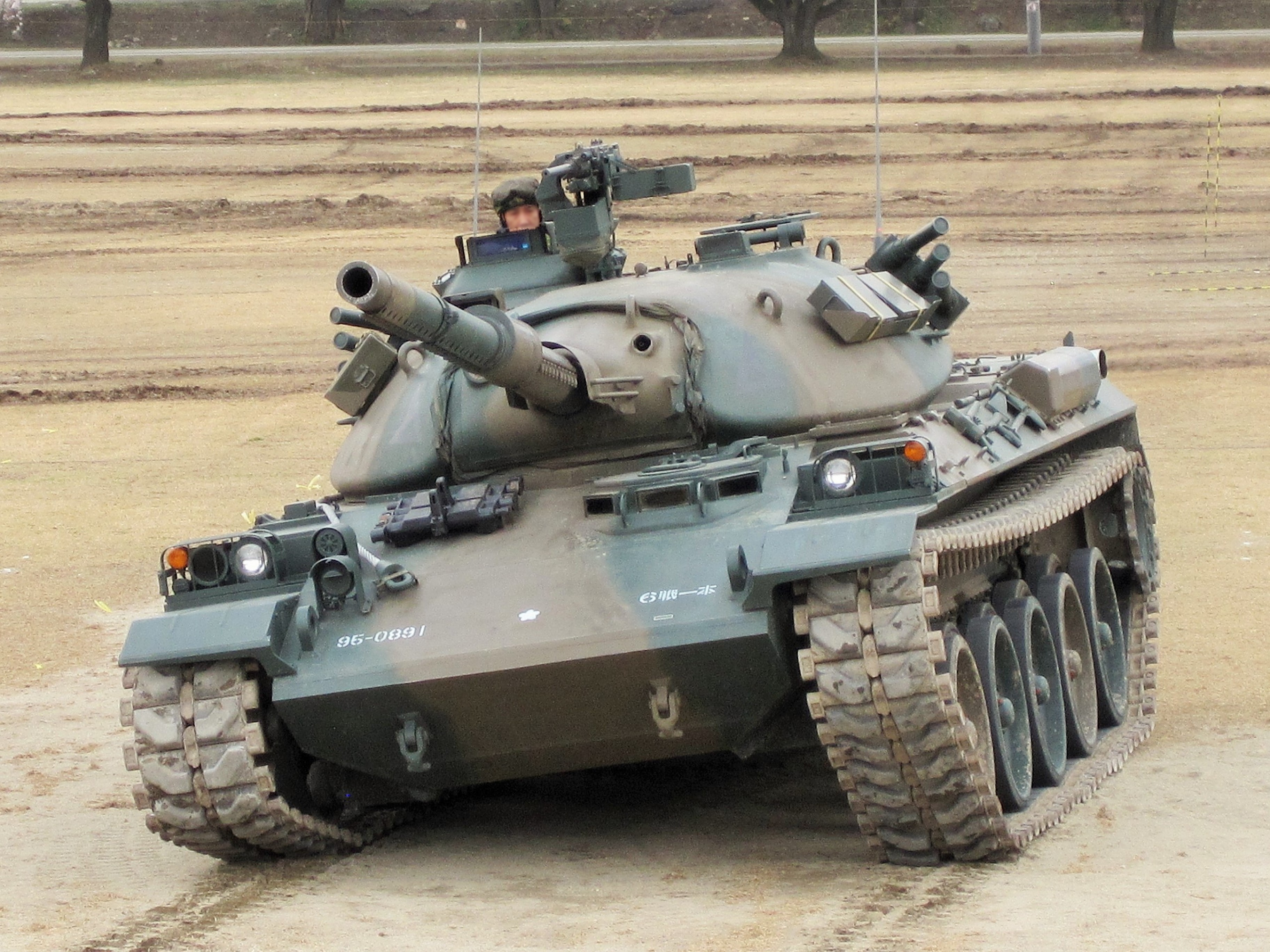
74式戦車

74式戦車に関連する作品一覧（ななよんしきせんしゃにかんれんするさくひんのいちらん）は、陸上自衛隊が装備する戦車、74式戦車に関連する作品の一覧である。
74式戦車はかつて数の上では陸上自衛隊の主力戦車であり、長らく現役にあったため、1970年代以降の自衛隊もしくは作中での類似組織が登場する作品には数多く登場する。
なお、近年の特撮作品では撮影にタイヨー社の「R/Cバトルタンク」シリーズのラジコンが無改造で使用される事があるが、このラジコンは車体などのデザインに独自のアレンジが加えられており、74式の実車とは形状が異なる（車体形状はむしろレオパルト1の物に近い）ため、識別は容易である。

## 映画
『アトラクション4D 戦車ライド』
巨大な敵性生命体の頻出を受けて、内装などを民間仕様に改修した上で民間防衛組織に払い下げられたとされる車両が登場。主人公らが搭乗する車両を含む小隊が、陸上自衛隊の10式戦車との模擬戦闘訓練に臨む。
北富士演習場で撮影された実車の映像と、ラジコンを撮影した映像が併用されている。
『ゴジラシリーズ』
陸上自衛隊の全面協力により、複数の作品で戦車教導隊などの車両が撮影に使用されている。
『ゴジラ』（1984年公開）
実物が日本映画初登場。ゴジラが東京湾から上陸してくることを受け、61式戦車などとともに晴海埠頭に展開し、上陸しようと姿を現したゴジラを迎撃するが、放射熱線によって一蹴されてしまう。
撮影には実物とミニチュアモデルが使用されており、ミニチュアモデルは以降のゴジラシリーズにも度々登場している。ミニチュアのシャーシは、第1作『ゴジラ』（1954年）で制作されたM24チャーフィー戦車のものを流用している。
『ゴジラvsビオランテ』
ビオランテとゴジラが最初に対決する芦ノ湖湖畔に展開するが、この際は戦闘に至っていない。その後、ゴジラに対する「サンダービーム作戦」を支援するため、92式メーサー戦車や90式戦車、61式戦車などとともに若狭湾沿岸や対G前線作戦本部前に多数展開し、ゴジラをTCフィールド内に封じ込めるべく、攻撃を行う。
『ゴジラvsキングギドラ』
富士山麓に着陸した空飛ぶ円盤を包囲する陸上部隊の一翼を担っているが、戦闘には至っていない。
撮影には実物のみが使用されている。撮影は、陸上自衛隊富士学校にて第1師団第1戦車大隊の車両が用いられた。
『ゴジラvsモスラ』
地中から出現したバトラを名古屋テレビ塔前で迎撃するも、バトラのプリズム光線による反撃を受け、複数が撃破されてしまう。その後は千代田区でモスラを攻撃するが、付近のホテルから市民の避難が完了していなかったため攻撃を中止。続いて、ゴジラの進路を相模湾へと向けるために丹沢山中で攻撃を行うも、放射熱線を受けて全滅してしまう。
74式戦車の撮影には実物とミニチュアが使用されている。ミニチュアの一部は、61式戦車のミニチュアの車体に74式戦車のミニチュアの砲塔を搭載した架空の合体モデルである。特技監督の川北紘一は、実車の撮影で自衛隊から74式戦車を借りることができたので、ミニチュアでも74式を追加したと述べている。
『ゴジラvsメカゴジラ』
Gフォース陸軍の戦車として、74式戦車を無人化した架空仕様の「74式戦車改」が登場。管制を行う93式自走高射メーサー砲などとともに、ゴジラの京都への進攻を防ぐべく大津山中に防衛線を張り迎撃を行うも、放射熱線による反撃によって破壊されてしまう。
また、『ゴジラvsモスラ』のものと同様の61式戦車の車体との合体モデルも登場しており、74式戦車の105mm砲塔を小型化して搭載した「61式改戦車」と設定されている。こちらも74式戦車改と同様に無人化されており、大津山中での戦闘に参加している。
撮影にはミニチュアモデルのみが使用されている。
『怪獣プラネットゴジラ』
Gフォース陸軍の戦車として「61式改戦車」と同仕様の車両が登場。東京駅付近に現れたゴジラを攻撃する。
撮影にはミニチュアモデルのみが使用されている。
『ゴジラvsスペースゴジラ』
本編には未登場だが、未使用シーン内でGフォース陸軍の戦車として登場。鹿児島に上陸したゴジラを各種メーサー車とともに攻撃する。
撮影にはミニチュアモデルのみが使用されている。
『ゴジラvsデストロイア』
各種メーサー車や90式戦車とともに臨海副都心に展開して円陣を組み、デストロイア幼体を迎撃する。火器攻撃がデストロイアの成長を促進させてしまう恐れがあることから、爆発することのない徹甲弾を攻撃に用いて一定の戦果を挙げるが、集合体へと成長したデストロイアのオキシジェン・デストロイヤー・レイによる反撃を受け、大きな被害を出してしまう。その後、ゴジラとデストロイア完全体が戦う有明に進出した部隊にも含まれているが、攻撃は行っていない。
撮影には実物とミニチュアモデル双方が使用されている。
『ゴジラ2000 ミレニアム』
第1師団所属車両が登場。東海村の原子力発電所に襲来するゴジラを迎撃するため、同じく第1師団所属の90式戦車と混成大隊を編成して出動し、久慈川河川敷からゴジラを砲撃してフルメタルミサイル車の陣地まで誘導する。
撮影には実物のみが使用されている。
『ゴジラ×メカゴジラ』
東京湾からゴジラが上陸してくることを受け、品川区へと展開する。
映像は『ゴジラvsモスラ』で用いられた実物の映像を流用したものである。
『ゴジラ FINAL WARS』
オープニング映像内に映し出されている。
映像は『ゴジラvsモスラ』から流用されたものである。

『最終兵器彼女』
90式戦車などとともに、敵側各国軍との戦闘に投じられている。
戦車教導隊所属車両のライブフィルムが使用されている。
『深海獣雷牙』
台東防衛隊・陸上火消し隊風神隊の戦車として登場。浅草に再襲来した雷牙を、北斎通り付近で90式戦車や架空の巨大戦車「神風」などとともに迎撃するが、雷牙の放電攻撃を受けて一部が撃破されている。なお、作中では「64」と呼ばれている。
撮影にはミニチュアモデルが使用されている。
『長髪大怪獣ゲハラ』
防衛隊の戦車として登場。金沢市に現れたゲハラを攻撃し、気体渦動展開装置〈フージン〉との連帯攻撃によってゲハラを市街地から逃亡させることに成功する。
撮影にはタイヨー社製のラジコンが使用されている。また、映画のポスターやパッケージソフトのジャケットにも描かれている。
『デスカッパ』
大都市を襲ったハンギョラスに対し出動。90式戦車や61式戦車、M1エイブラムスなどとともにハンギョラスを攻撃するも通用せず、後退中に横転して行動不能になったところに火炎攻撃を受けて破壊されてしまう。
撮影にはタイヨー社製のラジコンが使用されている。
『プランゼット』
惑星自衛軍連合（PDFA）の戦車として登場。地球外敵性侵略知性体「F.O.S」の攻撃を受けた市街地を走行する姿が描かれている。
活動シーンはCGによって描かれている。
『平成ガメラ三部作』
陸上自衛隊の全面協力により、戦車教導隊および第11・第12戦車大隊の車両が撮影に使用されている。
『ガメラ 大怪獣空中決戦』
81式短距離地対空誘導弾によって撃墜され富士山の裾野に墜落したガメラに対して集結。航空自衛隊のF-4EJ改編隊による近接航空支援を挟みつつ2次に渡って砲撃を行うが、最終的にガメラの逃亡を許してしまう。
撮影には実物のみが使用されている。
『ガメラ2 レギオン襲来』
レギオンに対する防衛出動命令が発令されたことを受け、90式戦車と混成大隊を編成して出動。巨大レギオンの出現予想地点である足利市の赤雪山麓まで前進した後、地上に姿を現した巨大レギオンを攻撃する。しかし砲撃は効果がなく、逆にマイクロ波シェルによる反撃を受けて大隊が損耗率50パーセントに及ぶ大損害を被ったため後退し、巨大レギオンの第1次防衛ライン突破を許してしまう。
当作において登場する自衛隊車両は、車内のシーンも含めすべて実車が撮影されているが、レギオンの攻撃で爆砕されるシーンのみは模型が用いられている。
『ガメラ3 邪神覚醒』
オープニングに登場。第1作の映像を流用する形で、富士山麓での対ガメラ戦が回想される。

『へんげ』
新宿副都心で巨大化し暴れる門田吉明に対し、90式戦車とともに出動。砲撃によって門田をさらに巨大化させてしまう。
撮影にはミニチュアが使用されている。
『惑星大怪獣ネガドン』
暗視装置無しの車両が防衛軍の戦車として登場。東京都第25区に出現したネガドンに対し、狛江市付近の甲州街道沿いで砲撃を加えるも通用せず、反重力殺人光線による反撃を受けて全滅する。
活動シーンはCGによって描かれている。

## テレビドラマ・オリジナルビデオ
『SFX巨人伝説ライン』
第4・第7・第10・第11・第13話に登場。第4話では、ヴァイオンを撃滅すべく無人島に展開するが通用せず被害を受けている。第7話では、鹿島港に上陸してくる3体の怪獣を迎撃するために出動し、そのうちのゴロマキングを砲撃する。第10話と第11話では、戦車教導隊所属車両が主人公の指揮の下に富士山麓西側でバグズンと交戦する。第13話では、千葉県付近でレッドコングを攻撃する。
富士総合火力演習などに参加する様子を撮影した映像のほか、第4話ではミニチュアも使用されている。
『ヴィジュアル・バンディッツ』
第1話に「74式戦車"改"」が登場。群馬県北西部に出現した巨大生物（特殊食品によって巨大化したイタチ）を捕獲するために出動した緊急展開部隊に含まれており、捕獲が失敗した後は、4式戦闘偵察車（架空）や普通科部隊とともに巨大生物に対して機動打撃支援射撃を行う。
撮影にはタイヨー社製のラジコンを改造したものが使用されている。
『ウルトラゾーン』
#20内の「最後の攻撃命令 後編」に防衛軍の戦車として登場。防衛軍本部を目指し市街地を侵攻するキングジョーを迎撃すべく、10式戦車や90式戦車とともに展開している。
撮影にはタイヨー社製のラジコンが使用されている。
『仮面ライダー555』
第21話に登場。ホースオルフェノクと2体のオルフェノクが戦う後方に、陸上自衛隊広報センターに展示されている実物が映り込んでいる。
『幻星神ジャスティライザー』
国防軍の戦車として登場。第10話では湾岸地区に出現したトロイドンに対して、M1エイブラムスとともに出動する。
実物のライブフィルムが使用されている。
『星間特捜アサルトマン』
第2話に登場。茨城県知事からの要請を受け、茨城県鬼亀湖から出現したオニガメスを迎撃するために出動し、90式戦車などとともに砲撃を行う。
実物のライブフィルムが使用されている。
『星間特捜アサルトライザー』
全話に登場。第1話では名古屋に出現したドドゴに、第2話では東京を襲ったバクシーザー、ロックゴン、ヴァイオンに、第3話では東シナ海から日本に上陸した金剛コングに対して出動し、攻撃を加える。
実物のライブフィルムが使用されている。
『アサルトキッズ鉄腕ルナ』
第1話・第3話に登場。両話ともに東方海上から日本へと上陸した海底異界巨人陸戦隊の迎撃にあたっており、第3話ではアサルトルナを援護する。
実物のライブフィルムが使用されている。

『戦国自衛隊・関ヶ原の戦い』
戦国時代へタイムスリップした自衛隊の装備として、第1師団所属車両が登場。「関ヶ原の合戦」に投入され、西軍から寝返った小早川秀秋の軍勢を攻撃するが、油の池へ誘導されて池に突っ込んでしまい、そこに火をつけられて炎上する。
陸上自衛隊の協力により実物が撮影に使用されているが、エキストラなどに混じって戦車を走らせたり空包を発砲したりするのは危険と判断されたため、戦闘場面のみ別個に撮影した映像が用いられている。また、炎上シーンではタイヨー社製のラジコンが使用されている。
『大鉄人17』
レッドマフラー隊の戦車として登場。初期エンディングや第8話でブレイン党の部隊と交戦する様子が描かれている。
創作作品に登場したものとしては最初期のものであり、実物を撮影したライブフィルムが使用されている。なお、放送当時は制式配備の開始から3年後であるが、映されているのは制式量産車ではなく試作車の「STB-4」である。
『特撮超常伝奇浪漫 奇街』
第4話に登場。東京にて怪獣化したヘキルを攻撃すべく出動し、F-15と共同でヘキル怪獣を行動不能に追い込む。
撮影にはミニチュアが使用されている。

## アニメ・漫画

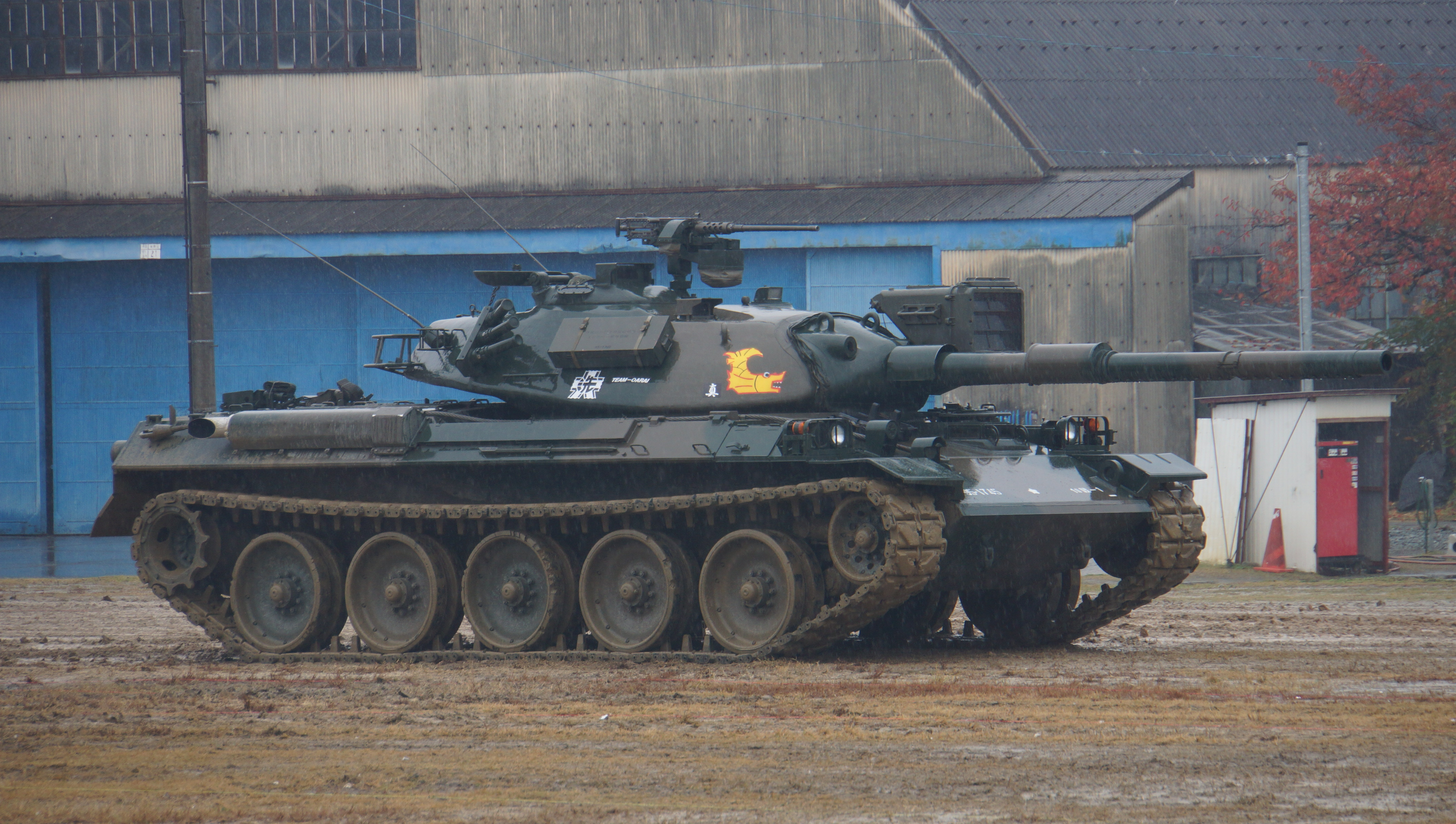
「大洗女子学園」のエンブレムが描かれている74式戦車

『20世紀少年の脇役 ウジコウジオ作品集』
ROUND.2に防衛軍の戦車として登場。防衛軍のCMで姿が映されている。
『GAMERA -Rebirth-』
第1話～第4話・第6話に74式戦車からなる戦車大隊が登場。第1話における新宿へのギャオス襲来、第2話における福生市でのジャイガー出現の際には政府からの出動命令が下らず待機のみに終わる。第3話でも待機を継続した後、第4話では「演習」と称して那覇駐屯地へ移動。第6話では瀕死の状態のガメラを護衛すべくエアクッション艇1号型を用いて与那国島に展開し、襲撃してきたエスギャオスに対して超音波メスに対する回避運動を取りつつ攻撃を加えるが、撤退命令が出されるまでに損耗する。
『ウイングマン』
主人公らが住む街を攻撃してきた帝王ライエル軍の戦闘用ロボット「ガルダン」と交戦する。蹂躙攻撃を仕掛けるが効かず、次は零距離射撃で榴弾を撃ち込むがこれも効かずに撃破されてしまった。
『うしおととら』
漫画版第五十四章に登場。沖縄諸島近海に生じた結界領域内の氷結した海上に90式戦車などとともに展開し、結界に捕われた「白面の者」などの妖怪の攻撃に参加している。
テレビアニメ版には登場せず、同様のシーンがある第38話には10式戦車が登場している。
『うぽって!!』
テレビアニメ版第8話の青錆学園の学園祭準備シーンにて、74式戦車(G)が登場する。
『うる星やつら』
テレビアニメ版第1話に登場。インベーダーを警戒して諸星家の周囲に配備される。
『ウルトラ・スーパー・デラックスマン』
行き過ぎた私刑行為を続けるウルトラ・スーパー・デラックスマンを航空部隊とともに攻撃するが、ウルトラ・スーパー・デラックスマンの能力の前には歯が立たなかった。
『エルフを狩るモノたち』
ファンタジー異世界に召喚された主人公たちの移動手段として登場。猫の幽霊が取り付いているため、動力は無限。愛称は「ミケ」で、猫の声で鳴く。
『魁!!男塾』
原作漫画第4話「特撮！江田島物語の巻」で楽享大学応援団に拘束された教官と塾生を救出するため、塾長の江田島平八が男塾の倉庫に隠していた74式戦車で楽享大学を襲撃した。なお、この原作のアニメ化「今度は戦争だ？あぶない塾長江田島の仁義なき戦い」（第5話）で江田島が乗っていたのはなぜかティーガーI。
『ガールズ&パンツァー』
テレビアニメ版第5話に登場。秋山優花里のアルバムに収められた写真に写っている。また、同作の舞台となった大洗町では、同作とタイアップしたイベントの一環として実物の74式戦車が展示されたことがある。
『かみちゅ!』
第4話に登場。国会議事堂前に着陸した火星人のUFOを包囲する。作中は1980年代中頃という設定であるため、初期型の車両が描かれている。
『神の獣』
第1師団所属車両が登場。東京湾内を進む怪獣オーガの上陸を阻止すべく東京ディズニーランド付近で迎撃するが都心への進攻を許す。その後、東京ドーム地下から再出現したオーガに対して新宿へ至るまでの間に再度攻撃を加えるが通用せず、都民の避難援助に注力すべく攻撃を中止する。この2回の戦闘によって多数の車両が破壊されている。
また、74式戦車の足回りを流用して車体にレーザービーム砲を搭載した架空の特車も登場。レーザーメーサー同調砲を搭載したA-12 アベンジャー2とともに大阪城公園でオーガを攻撃するが、オーガが放った磁力線によって壊滅する。
『がんばれゴエモン 地獄編』
国防軍の戦車として登場。
『岸和田博士の科学的愛情』
日本国防衛軍の戦車として度々登場。主に怪獣や巨大人型兵器などに対抗すべく出動するが、大抵はやられ役に終わっている。
『機動警察パトレイバー 2 the Movie』
陸上自衛隊の戦車として、爆発反応装甲やサイドスカートの装着、IR（赤外線）サイト搭載をはじめ射撃統制装置などの改修を行った架空仕様の「74式戦車改」が登場。第1戦車大隊もしくは戦車教導隊の所属車両が治安出動のため90式戦車などとともに首都圏に展開する。詳細な設定画が描き起こされているが、登場するのは2カットのみである。
『クレヨンしんちゃん』
『クレヨンしんちゃん 爆発!温泉わくわく大決戦』
90式戦車とともにYUZAMEの巨大ロボットの迎撃に出動し、東松山市付近のゴルフ場で迎撃するが砲撃は全く通用せず、ロボット側の「ゴジラのテーマ」を大音量で流すことによる心理作戦によって全車敗走してしまう。作中には、74式戦車(G)も登場している。
『クレヨンしんちゃん 激突! ラクガキングダムとほぼ四人の勇者』
駒門駐屯地の第1戦車大隊所属車両が登場。未知の霧に覆われた春日部市へ突入すべく73式特大型セミトレーラに搭載された状態で輸送されており、春日部へ向かう野原しんのすけたちがトレーラーに勝手に便乗している。
『ゲゲゲの鬼太郎』
『ゲゲゲの鬼太郎 激突!!異次元妖怪の大反乱』
東京を覆った怪気象を攻撃すべく、61式戦車などとともに砲撃を行うも通じず、怪気象に飲み込まれてしまう。
『ゲゲゲの鬼太郎 大海獣』
東京に上陸した大海獣を迎撃すべく、75式130mm自走多連装ロケット弾発射機とともに大海獣へ攻撃を行う。
『こちら葛飾区亀有公園前派出所』
「時間よ止まれ!?の巻」（単行本第33巻収録）に登場。
『最臭兵器』
致死性の悪臭を放ちつつ中央自動車道を通り東京へと向かう主人公を迎撃するために出動するが、主人公を攻撃するシーンはない。
『新世紀エヴァンゲリオン』
国連軍の戦車として、120mm砲を搭載した架空の発展型である「76式戦車（改）」が登場。テレビアニメ第1話にて第3師団第3戦車大隊の所属車両が第3使徒サキエル迎撃のために旧根府川付近に展開する。
映画『ヱヴァンゲリヲン新劇場版:序』でも、同様のシーンに登場する。
『正解するカド』
漫画版第1話で羽田空港に出現した「カド」を調査する為徹甲弾を撃ち込むが着弾直前で「カド」に弾を球体状に変形させられる。同様のシーンがあるアニメ第1話では10式戦車が登場する。
『西武新宿戦線異状なし DRAGON RETRIEVER』
首都圏で武装蜂起を起こした叛乱軍の戦車として登場する。
『絶体絶命でんぢゃらすじーさん』
単行本第5巻に登場。ゲベが零式艦上戦闘機とともに使用し、家の前のじーさんと孫を砲撃で吹き飛ばす。なお、作中では「74式中戦車」と呼称されている。
『戦え!軍人くん』
主人公が所属する軍隊の戦車として登場。自動車教習所で使用されている。
『戦え!超ロボット生命体トランスフォーマー』
デストロンのトリプルチェンジャー「ブリッツウィング」が変形する形態として登場。
田辺節雄作品
西村寿行原作の小説、『滅びの笛』『滅びの宴』『蒼茫の大地、滅ぶ』の漫画版に登場。
『滅びの笛』『滅びの宴』では砲身から火炎放射を行っているシーンがあるが、74式戦車に火炎放射型はなく、フィクションとしての演出とされている。六本木次郎原作による『戦略列島』1巻の表紙にも登場する。
『超電動ロボ 鉄人28号FX』
初代鉄人28号の活躍を描いた回想シーンに登場。サイドスカートを装備している。
『ドリームハンター麗夢III 夢隠 首なし武者伝説』
富士裾野での演習に参加していた車両が、巨大化した首なし武者と遭遇し、交戦する。
『バトルオーバー北海道』
74式にリアクティブアーマーを取り付けた架空仕様「74式改」が登場。北海道に上陸したソ連軍への防衛戦に投入されるが、爆発反応装甲を付けた状態でも「戦死確実だ」と陸自隊員に愚痴られる。
『ハルノクニ』
紫海館学園に侵攻した鏑率いる陸上自衛隊が使用する。
『プラモ狂四郎』
74式戦車を改造した「自動操縦戦車」が登場。プラモシミュレーションのデータのつもりでコンピュータに入力した改造が実車に対して行われ、主人公らが通う万代小学校を襲撃するというエピソードがある。改造内容はエンジンやトランスミッションの強化、砲塔両脇へのミサイルポッドの追加、M1エイブラムスのような増加傾斜装甲の追加など。

『マカロニほうれん荘』
主人公らが陸上自衛隊の基地から1輌の74式戦車を“だまって”借りてきて、主人公らの通う高校の教室に突入する。奪還するために、航空自衛隊のF-4 ファントムII3機と陸上自衛隊の61式戦車多数が高校を攻撃し校舎は全壊したが、ギャグ漫画なので死傷者はいなかった。
『魔法先生ネギま!』
単行本第10巻に暗視装置のないタイプが登場。第78回麻帆良祭に展示されている。
『右向け左!』
最終盤に登場。富士裾野での実弾訓練に参加しており、うち1両が元自衛官のヤクザにジャックされ、富士野営訓練中の主人公ら教育中隊第21内務班の面々を追い回しながら演習場内を暴走するが、最終的には主人公の89mmロケット発射筒 M20改4型による攻撃を受けて破壊される。
『メタルスキンパニック MADOX-01』
スレイブ・トルーパー「MADOX-01」の仮想空間内での演習相手として、架空仕様の「74式戦車改」が登場。サイドスカートが増設されているほか、外装がソ連戦車風に改造されている。
『八十亀ちゃんかんさつにっき』
第41話（単行本8巻所収）に登場。体育祭のキャタピラ競争の際、主人公の八十亀最中に「名古屋は戦車にもシャチホコが描かれとるでね!!」と自慢され、大きく強調される。また、同ページの「やとがMEMO」には第10戦車大隊（滋賀県）の所属であることも記載されている。
『ヤマタイカ』
第2部に登場。根室海峡にソ連艦が集結したのを受け、第7師団所属車両が75式自走155mmりゅう弾砲とともに道東へ向かう。その後、ヤマタイカのマツリを行う群衆の東京都内への侵入を阻止すべく、第1師団などの車両が89式装甲戦闘車などとともに都内に展開し、都内に達した群衆に対して車載機関銃による威嚇射撃を行うが、富士山の噴火に伴い生じた地震によって戦闘不能に陥る。
『やわらか戦車』
擬人化された「74式戦子」として登場。初登場は第19話。ピンク色に塗られており、女子という設定である。
『ルパン三世』（TV第2シリーズ）
第155話に国防軍の戦車として、暗視装置を砲身の右側に装備しサイドスカートの増設を行った架空仕様の「74式（改）戦車」が登場。偽物のルパン三世が操るロボット「ラムダ」を攻撃するため首都圏に展開し、民間人も巻き添えにしながらラムダを攻撃する。

## 小説
『ARIEL』
主に東部方面隊普通科連隊第1戦車群所属車両が登場。第7話ではロボット兵器「ARIEL」を接収すべく国立科学研究所（SCEBAI）へ突入するが、SCEBAIのクロウラーやDrIと交戦し複数が撃破されている。また、第12話では晴海通りで宇宙怪獣マインアギラを、第13話では東富士演習場に落下したゲドー社の降下兵「スクラッパー」を攻撃するが、どちらでも撃破シーンすら描かれずに壊滅している。
また、OVA版『接触編』にも、作中のテレビ番組内の映像として1カットのみ登場する。
『歌と饒舌の戦記』
第5師団所属と見られる車両が登場。ソ連軍極東戦略方面総軍の北海道各地への侵攻を受け、帯広近辺の駐屯地より北海道北東部へと出動する。
『機動要塞「大和」』
日本列島が第二次世界大戦時へタイムスリップした中、北海道に上陸したソ連軍のT-34の大群を迎撃し、撃破する。
『吉里吉里人』
第6師団所属車両が登場。日本からの独立を宣言した吉里吉里国に対処するために2度に渡って出動するが、戦闘には参加していない。1度目に登場した際は、示威の意味合いを兼ねて7色の豆電球や各種看板などで飾り立てられており、本車の特徴の1つである姿勢変更機能をデモンストレーションとして作動させるシーンが描写されている。
『ゲート 自衛隊 彼の地にて、斯く戦えり』
小説・漫画・アニメ版で異世界（特地）へ派遣された自衛隊の装備として登場。帝国軍や連合諸王国軍、ゾルザル派軍と交戦する。最新式の10式戦車や90式戦車ではなく旧式である本車が派遣された理由は、人工衛星などの近代的な技術が使えないことや、万一装備をすべて放棄して撤退する事態が発生した際に放棄してきても惜しくないためとされている。
テレビアニメ版では、8両が先行部隊の先頭として特地に突入し、アルヌスの丘にて帝国軍や連合諸王国軍を攻撃する。
漫画版では、自衛隊が登場する各種SF作品を研究して得られた成果を元に、アメリカから供与されたTUSKと74式改の在庫のサイドスカートと整備班手製のシュルツェンを装着し、車体側面には丸太を装着するなどして防御力向上のための改修を行った「74式特地仕様」が登場している。
『交戦規則-ROE-』
戦車教導隊所属の「74式戦車改」が登場。日本に潜入した北朝鮮工作員に対処するため、治安出動により普通科教導連隊所属の89式装甲戦闘車とともに戦闘に投入され、窮地に陥った第48普通科連隊を支援する。NATOの戦車に比して車高が低いために、RPG-7による攻撃を回避するシーンなどがある。
『紺碧の艦隊』
物語終盤に日本陸軍の「九式戦車 蒙虎」として登場。
現実（作中の用語では「前世世界」）での74式戦車の開発に関わった者により設計されたという設定だが、実際の74式戦車と同じ外観で登場するのはコミカライズ版とOVA版のみで、続編では名称こそ「九式戦車 蒙虎」であるものの、全く別の車両が登場する。
『時間砲計画』
終盤の電子工学研究所攻撃の際に登場。電子工学研究所を覆うオメガ粒子の遮断幕によって、発射した砲弾を過去に送られてしまう。
『首都消失』
第1・第2・第3戦車群所属車両が登場。北海道近海で大艦隊による威嚇的な演習を行っているソ連軍の上陸に備えて、75式自走155mmりゅう弾砲や203mm自走りゅう弾砲とともに道東南部の海岸線近くに展開するが、ソ連艦隊が反転したため戦闘に至ることはなかった。
『タイムスリップ大戦争』
国防陸軍の戦車として登場。19××年（昭和5×年）の日本列島が約30年前の1941年にタイムスリップした中、在日米軍施設の占拠や諸外国への19××年の日本の技術力の誇示を行い、後に勃発した戦争では、満州に進出した第4師団所属車両やベトナムに派遣された車両などが米英蘭の3国軍と交戦している。
『超空シリーズ』
『超空の決戦』/『超空の叛撃』
陸上自衛隊の主力として第二次世界大戦当時のアメリカ・ソ連戦車を圧倒する。
しかし、集中砲撃や地雷の爆発によるショックでの故障や、歩兵の接近戦・自爆攻撃でキャタピラが切れたり搭載燃料・砲弾への引火で大破、パニックになった乗員がハッチを開けたところに手榴弾を投げ込まれて損傷する、など実戦が初めての陸上自衛隊に衝撃を与える。
『鉄甲巨兵 SOME-LINE』
74式戦車の車体をベースとして、固定砲塔に120mm滑腔砲を装備した架空車両「91式駆逐戦車」が登場。第1話にて、新宿に出現したツイミ不動産の地上げ獣「ゴキゴキ」を攻撃する戦車隊の一翼を担う。
『七四』
密室状態の74式戦車の車内で死体が見つかり、その謎を若い女性警務官が解明していく物語。また、富士学校での74式戦車を使用した教育風景が描かれている。
『日中開戦』
陸上自衛隊の主力戦車として登場。九州に上陸した人民解放軍と交戦する。
『パラレルワールド大戦争』
第1師団所属車両などが登場。松代大本営跡に生じたタイムトンネルを介して決号作戦に参加すべく1945年の日本へと派遣されており、ダウンフォール作戦によって房総半島に上陸した数百両のM4シャーマンを61式戦車や75式自走155mmりゅう弾砲などとともに全滅させている。また、74式戦車の車体に2連装のL-90を収めた砲塔を装備した「80式対空戦車」という架空車両も登場しており、上田で1機のF6F ヘルキャットを撃墜しているほか、東京にも派遣されている。
『放射能獣-X』
第1師団所属車両が登場。東京湾から有明に上陸した怪獣エックスを湾岸道路に布陣して迎撃する。
『滅びの宴』
第1戦車大隊所属車両が登場。鼠群の襲来に対する首都防衛本部が置かれた市ヶ谷基地の守りについていたが、鼠群によって生じた混乱に乗じて革命を目論む過激派によって、青酸ガス攻撃を受けて乗員が死亡したところを元陸上自衛隊員の過激派に強奪され、市ヶ谷基地地下の作戦司令室への砲撃に用いられる。その後、鎮圧に出動した戦術ヘリコプター団のAH-1Sの攻撃を受け、撃破される。
『滅びの風』
「滅びの風II」に登場。真夜中、マンモス団地そばの大通りを隊列を組んで通過していく。
『未来獣ヴァイブ』（旧題：『機械獣ヴァイブ』）
東京へ向かう怪獣ヴァイブに対応すべく出動した第1師団戦車連隊所属車両が登場。東名高速道路を封鎖すべく用賀インターチェンジに待機していた車両が、東京へと向かう主人公らと対峙する。また、ヴァイブが進攻を停止した新宿にも展開している。
『妖精作戦』
第3巻に朝霞駐屯地所属車両が登場。SCFが発動した「カーニバル・ナイト作戦」に基づく陽動として、75式自走155mmりゅう弾砲とともに国立市街に展開。主人公らが通う星南学園の敷地内に突入する。
『要塞シリーズ』
第1作『ニセコ要塞1986』と第2作『十和田要塞1991』にIBM陸軍（日本列島防衛軍）の戦車として登場する。

## ゲーム
『Wargame Red Dragon』
自衛隊デッキに「NANA-YON SHIKI」の名称でA型・C型・E型・G型・指揮戦車型が登場する。この内、G型は本来の74式戦車(G)ではなく、12.7mm重機関銃M2の代わりにMk19 自動擲弾銃が装備されている架空の仕様となっている。
『War Thunder』
日本の中戦車ツリーに「Type 74」および試作車の「STB-2」（アップデートで「STB-1」から後退速度などの変更で「STB-2」へ変更）が、プレミアムツリーに「Type 74 mod G/Kai(Type 74G)」がプレイヤーの操縦車両として登場。91式HEAT-MP弾を発射できる強化された火器管制システムを備えた「Type 74E」も登場し、ゲーム内では油圧サスペンションによる姿勢制御の操作も可能となっている。また、大型アップデートの「ニューパワー（New Power）」にて、92式地雷原処理ローラを装備するためのパネルを車体に追加した型式「Type 74F」も登場した。
大型アップデート「ホーネッツスティング（Hornet's Sting）」ではプレミアムツリーに、装備品が詰め込まれたバスケットが増設され、演習中の仮想的部隊としてソ連戦車を模倣した赤星マークが砲塔側面に取り付けられた「Type 74 red star」が実装された。
『World of Tanks』
2013年にアップデートされたバージョン8.10より、74式戦車の試作車である「STB-1」が登場。作中では中戦車に分類されている。2019年のアップデートv1.5.1にて油気圧サスペンションによる車体の姿勢制御機能（ただし前後のみ）が再現された。
『World of Tanks Blitz』
『World of Tanks』と同様に「STB-1」として追加されたが、油気圧サスペンションによる姿勢制御は再現されることなく、その分俯角と仰角が水増しされている。

『ウルトラマン Fighting Evolution Rebirth』
国防軍の戦車として第6話に登場。90式戦車などとともに湾岸に出現した改造ゴモラを包囲・攻撃するが、改造ゴモラと戦うウルトラマンコスモスに砲撃をかばわれている。
『凱歌の号砲 エアランドフォース』
日本を占拠した自衛隊の車両として登場。プレイヤーも購入して使用できる。
『ガンパレード・オーケストラ』
異世界の日本の自衛軍の戦車として、防御力と整備性などを向上させた近代化改装型「74式戦車改」が登場。愛称は「清子さん」。なお、整備性向上のために、74式戦車の特徴であった油圧サスペンションはオミットされている。
『ゴジラ-GODZILLA-』『ゴジラ-GODZILLA-VS』
Gフォースの戦車として、ステージ1より全編に渡って登場。プレイヤーキャラクターであるゴジラを攻撃する。
『ゴジラ 列島震撼』
使用可能なユニットとしてGフォース所属車両が登場。
『コンバットチョロQ』
プレイヤータンクとして登場。
『新世紀エヴァンゲリオンRPG NERV白書』
シナリオ「トリニティ」に国連軍の戦車として登場。新潟もしくは第2新東京市へ向かうコースを取って日本海から上陸する使徒イブリースを迎撃する。
『新世紀エヴァンゲリオン 鋼鉄のガールフレンド』
国連軍の戦車として登場。パイロットに強奪され暴走した戦略自衛隊のトライデント級陸上軽巡洋艦を、第3新東京市および芦ノ湖付近で攻撃する。サイドスカートを装着した車両も登場している。
『スマガ』
伊都夏市に駐留する自衛軍の戦車として登場するほか、作中に登場する架空兵器、対ゾディアック用リネア増幅兵器「オヅマ砲」のベース車両にもなっている。また、自衛軍のものは暗視装置を装備している。
コミック版にも同様に自衛軍の戦車として登場する。
『戦闘国家シリーズ』
日本の基本装備として組み込まれている。
『大戦略シリーズ』
日本の基本装備として組み込まれている。
『メタルサーガ ニューフロンティア』
「TYPE-74EX」という名称で登場。このゲームでは、無限軌道のまま初めて山岳移動可能になった戦車でもある。
『りっく☆じあーす』
萌え擬人化されて登場。タイトル画面でも見ることができる。ゲーム内での主砲と副武装は実物と同じ名称で登場している。武装は最新鋭のものに換装することも可能である。また、第3戦車大隊・第14戦車中隊などの配備部隊仕様デザインも存在する。

## その他映像作品
『ギンガムチェック』
東京に出現したファイヤーゴルザを攻撃すべく登場し、他部隊と共同でファイヤーゴルザを撃破している。
撮影に使用されたのはタイヨー社製のラジコン。
『ご当地怪獣』
プロモーション映像「ご当地怪獣総進撃」に登場。10式戦車などとともに魚沼市に出現したドキラを攻撃する。
撮影にはミニチュアモデルが使用されている。